# 似厚龙属
似厚龙（学名：Pachysauriscus）是蜥脚形亚目板龙类的一个属，生存于晚三叠世（诺利期）的德国南部。虽然之前被当作板龙的异名，但自21世纪初已有大量文献对此提出质疑。

## 分类
似厚龙原由弗里德里希·冯·许纳在其1908年的三叠纪恐龙专著中命名为厚龙（Pachysaurus）。1908年的专著中描述并命名了两个种：模式种埃阿斯厚龙（P. ajax）和大厚龙（P. magnus）。1932年命名了另外两个种：魏氏厚龙（P. wetzeli，亦拼作P. wetzelianus）及巨型厚龙（P. giganteus）。后发现此名已用于命名某种巨蜥，因此库恩（1959年）将其更名为似厚龙（Pachysauriscus）；许纳（1961年）则欲将其更名为厚面龙（Pachysaurops）。后者命名较晚，故视为前者的次异名。